# Crempog
Crempog (l.mn. crempogau) – walijski naleśnik zrobiony z mąki, maślanki, jajek, octu i solonego masła. Tradycyjnie przyrządzany na kamieniach do pieczenia lub patelniach. Przepis przyrządzania crempog jest jednym z najstarszych przepisów w Walii. Znany jest również jako ffroes, pancos i cramoth. Jest zwykle podawany w grubych stosach i posmarowany masłem. Jest tradycyjnie serwowany w Walii podczas uroczystości takich, jak Shrove Tuesday (wtorek przed Środą Popielcową) i urodziny.

## Nazwa
Słowo „crempog” ma swój początek w języku walijskim, ale jest podobne do bretońskiego słowa krampouezh, który jest również rodzajem naleśnika. Porównania są często dokonywane między dwoma językami celtyckimi, które mają wspólne pochodzenie jako języki brytańskie, chociaż krampouezh jest bardziej wyrafinowany niż crempog i jest dziś bliżej crêpe lub naleśnika, niż naleśnika amerykańskiego.
Angielskie słowo „crumpet” może pochodzić od crempog lub kornijskiego krampoeth.

## Historia

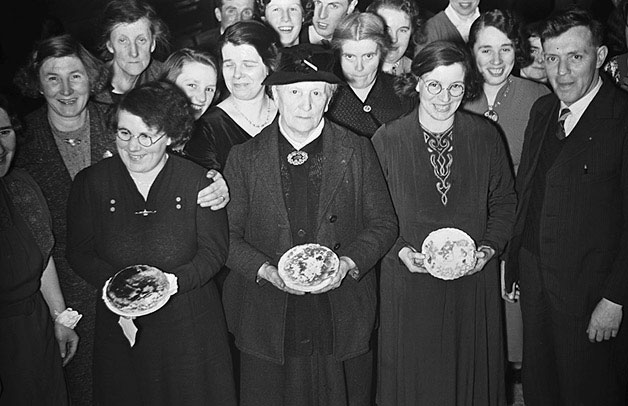
Kobiety z crempogau na tradycyjnym tańcu zapustowym w Trewern (1940)

Historia żywności w Walii jest słabo udokumentowana, a wiele z tego, co wiadomo, pochodzi z przekazów ustnych i dowodów archeologicznych. Walia ma długą historię pieczenia przy użyciu płyty do pieczenia (po walijsku: maen), dużego okrągłego przenośnego płaskiego kamienia. Płaski kamień został zastąpiony metalową płytą znaną jako gradell (ang. griddle), która pojawiła się na liście przedmiotów wykonywanych przez kowali w „Cyfraith Hywel” (XIII wiek). Kamienie do pieczenia były powszechnie używane w wiejskiej Walii do pieczenia podpłomyków, a dowody ich użycia można znaleźć w gospodarstwach rolnych i domach szlachty Wczesne płyty do piecznia były umieszczane na trójnogu nad otwartym ogniem, chociaż na wielu obszarach, zwłaszcza w południowo-zachodniej Walii, stosowano specjalnie zaprojektowaną okrągłą żelazną ramę z półokrągłą rękojeścią. Na początku XX wieku piekarniki wbudowane w ścianę były już powszechne w kuchniach w Walii, chociaż były to piece opalane drewnem i węglem. Tradycja używania kamieni do pieczenia współistniała z korzystaniem z tych nowszych piekarników. Ogrzewanie dużych pieców ograniczało się na ogół do jednego dnia w tygodniu, służyły one do robienia chleba i ciast, które starczały rodzinie na następny tydzień, dodając wszystko, co można było upiec nad ogniem w kominku korzystając z kamienia do pieczenia. Popularne potrawy przyrządzane tą metodą to cacen radell (ciasto), bara crai’ (chleb przaśny), cacen gri (ciasto w cętki) i crempog.
Chociaż nie ma udokumentowanych świadectw na najwcześniejszy przepis na crempog, podstawowe składniki, łatwo dostępne w Walii, sugerują długą historię. Przepis na crempog odzwierciedla bardzo stare tradycje kulinarne, które były kiedyś powszechne na terenie Brytanii. Bobby Freeman, pisząc w 1980 roku, stwierdza, że crempog wraz z cawl (tradycyjna walijska zupa), są jedynymi walijskimi potrawami, które przetrwały z przeszłości. Crempog, pomimo bycia w dawnych czasach podstawą kuchni walijskiej ze względu na łatwość przygotowania, jest również związany z tradycyjnymi uroczystościami. Podaje się go w całej Walii w „ostatki”, jest też związany z urodzinami, zwłaszcza w południowej Walii, gdzie stos crempogau jest pocięty na kliny i podawany jak ciasto.

## Przygotowanie
W przypadku standardowego przepisu na crempog masło jest rozpuszczane w ciepłej maślance, a następnie wlewane do naczynia z mąką i ubijane. Mieszanina ma stać przez kilka godzin. Drugą mieszankę przygotowuje się z cukru, sody oczyszczonej, octu i ubitych jajek. Mieszanki są następnie łączone, aby uzyskać gładkie, gęste ciasto.
Gęste ciasto wylewa się na gorący kamień do pieczenia lub patelnię na umiarkowanym ogniu. Crempog jest pieczony na złoty kolor z obu stron i podawany w stosie, z masłem posmarowanym na każdym naleśniku.

## Odmiany
Na wyspie Anglesey i w Caernarfonshire crempogau są przygotowywane jako crempog furum (naleśnik z drożdży) lub crempug wen, gdzie zwykle gruba mąka została zastąpiona mąką bieloną. Te naleśniki były przeznaczone dla rodziny, w domu, w którym służącym serwowano crempog surgeirch lub bara bwff (naleśniki na bazie płatków owsianych.
Chociaż crempog jest terminem najczęściej kojarzonym z walijskimi naleśnikami, były one znane pod różnymi nazwami w całym kraju. Crempog był terminem najczęściej używanym w północnej Walii, podczas gdy w częściach Carmarthenshire i Glamorgan były one znane jako cramwythen (l. poj. cramoth). W innych częściach Glamorgan były znane jako ffrosen (l. mn. ffroes), podczas gdy w Cardiganshire nazywano je poncagen (l. mn. poncagau). Na niektórych obszarach Cardiganshire i Carmarthenshire znae były jako pancosen.
Podobnie jak w przypadku większości posiłków, nie ma konkretnego przepisu na crempog. Ffroes z Glamorganshire są prawie identyczne ze szkockimi naleśnikami drop scones, które mogły zostać sprowadzone do regionu przez szkockich robotników podczas industrializacji zagłębi węglowych południowej Walii, ale układanie ich w stos pokryty masłem nawiązuje do tradycji walijskich.